# Åsa Windahl
Åsa Windahl (* 27. November 1972 in Lundby) ist eine ehemalige schwedische Snowboarderin.

## Werdegang
Windahl startete im Januar 1997 am Kreischberg erstmals im Snowboard-Weltcup der FIS und belegte dabei den 16. Platz im Snowboardcross und den 28. Rang im Parallelslalom. Bei den Snowboard-Weltmeisterschaften 1997 in Innichen belegte sie den 38. Platz im Riesenslalom. In der Saison 1998/99 errang sie mit sechs Top-Zehn-Platzierungen den 27. Platz im Gesamtweltcup und holte bei den Snowboard-Weltmeisterschaften 1999 in Berchtesgaden die Bronzemedaille im Parallel-Riesenslalom. Zudem wurde sie dort Zehnte im Riesenslalom. Zu Beginn der Saison 1999/2000 erreichte sie in Tignes mit Platz zwei im Riesenslalom ihre erste Podestplatzierung im Weltcup. In weiteren Saisonverlauf holte sie im Riesenslalom in Whistler ihren einzigen Weltcupsieg und erreichte mit acht Top-Zehn-Platzierungen den 14. Platz im Gesamtweltcup sowie den vierten Rang im Riesenslalom-Weltcup. In der folgenden Saison errang sie den 25. Platz im Gesamtweltcup. Beim Saisonhöhepunkt, den Snowboard-Weltmeisterschaften 2001 in Madonna di Campiglio, belegte sie den 21. Platz im Riesenslalom, den 17. Rang im Parallelslalom sowie den 13. Platz im Parallel-Riesenslalom. In ihrer letzten aktiven Saison 2001/02 wurde sie im Parallel-Riesenslalom dreimal Dritte und kam damit auf den zehnten Platz im Gesamtweltcup sowie jeweils auf den sechsten Rang im Parallel-Riesenslalom-Weltcup und Parallelslalom-Weltcup. Bei ihrer einzigen Olympiateilnahme im Februar 2002 in Salt Lake City belegte sie den zehnten Platz im Parallel-Riesenslalom.

## Teilnahmen an Weltmeisterschaften und Olympischen Winterspielen

### Olympische Winterspiele
- 2002 Salt Lake City: 10. Platz Parallel-Riesenslalom

### Snowboard-Weltmeisterschaften
- 1997 Innichen: 38. Platz Riesenslalom
- 1999 Berchtesgaden: 3. Platz Parallel-Riesenslalom, 10. Platz Riesenslalom, 24. Platz Parallelslalom
- 2001 Madonna di Campiglio: 13. Platz Parallel-Riesenslalom, 17. Platz Parallelslalom, 21. Platz Riesenslalom

## Weltcupsiege und Weltcup-Gesamtplatzierungen

### Weltcupsiege
| Nr. | Datum             | Ort      | Disziplin    |
| --- | ----------------- | -------- | ------------ |
| 1.  | 10. Dezember 1999 | Whistler | Riesenslalom |

### Weltcup-Gesamtplatzierungen
| Saison    | Gesamt | Gesamt | Snowboardcross | Snowboardcross | Parallel | Parallel | Parallel-Riesenslalom | Parallel-Riesenslalom | Parallelslalom | Parallelslalom | Riesenslalom | Riesenslalom |
| Saison    | Punkte | Platz  | Punkte         | Platz          | Punkte   | Platz    | Punkte                | Platz                 | Punkte         | Platz          | Punkte       | Platz        |
| --------- | ------ | ------ | -------------- | -------------- | -------- | -------- | --------------------- | --------------------- | -------------- | -------------- | ------------ | ------------ |
| 1996/97   | 72     | 92.    | 150            | 42.            | -        | -        | -                     | -                     | -              | -              | -            | -            |
| 1997/98   | 208    | 45.    | 290            | 20.            | -        | -        | -                     | -                     | -              | -              | -            | -            |
| 1998/99   | 399    | 27.    | -              | -              | -        | -        | -                     | -                     | -              | -              | -            | -            |
| 1999/2000 | 680    | 14.    | -              | -              | 1870     | 16.      | 1870                  | 16.                   | -              | -              | 3450         | 4.           |
| 2000/01   | 393    | 25.    | -              | -              | -        | -        | -                     | -                     | 2900           | 12.            | -            | -            |
| 2001/02   | 329    | 10.    | 50             | 68.            | -        | -        | 4190                  | 6.                    | 1760           | 6.             | -            | -            |